# Opisthoxia columbaria
Opisthoxia columbaria är en fjärilsart som beskrevs av Jones 1921. Opisthoxia columbaria ingår i släktet Opisthoxia och familjen mätare. Inga underarter finns listade i Catalogue of Life.